# Leiosauridae
Leiosauridae zijn een familie van hagedissen waarvan de soorten ook wel onechte anolissen worden genoemd. 

## Naam en indeling
De wetenschappelijke naam van de groep werd voor het eerst voorgesteld door Darrel Richmond Frost, Richard Emmett Etheridge, Daniel Janies en Tom A. Titus in 2001.
Lange tijd werd de familie als onderfamilie van de anolissen (Dactyloidae) gezien, waarvan ze afstammen en ook sterk op lijken. Er zijn 32 soorten, de meeste soorten leven in Argentinië, Brazilië en Ecuador in Zuid-Amerika. Ook in de Verenigde Staten komen soorten voor, maar deze zijn hier uitgezet of ontsnapt.

## Uiterlijke kenmerken
De Leiosauridae hebben een anolisachtige verschijning hoewel veel soorten een sterk gedrongen lichaam hebben en een verhoudingsgewijs kleinere staart maar een juist grotere stompere kop. Dit geldt vooral voor de onderfamilie Leiosaurinae, soorten uit de onderfamilie Enyaliinae zijn wat slanker en meer leguaan-achtig, in tegenstelling tot veel anolissen ontbreekt echter een keelzak. 

## Levenswijze
Ongeveer de helft van de soorten is meer bodembewonend dan boombewonend, van de anolissen leven veruit de meeste soorten in bomen. Alle soorten leven van kleine ongewervelden en zijn eierleggend.

## Taxonomie
Onderstaand de verschillende onderfamilies en geslachten, met de auteur en het verspreidingsgebied. Zie voor alle soorten de lijst van Leiosauridae.
| Naam                                                             | Auteur                                                         | Verspreidingsgebied                                            |
| Onderfamilie Enyaliinae Frost, Etheridge, Janies & Titus, 2001   | Onderfamilie Enyaliinae Frost, Etheridge, Janies & Titus, 2001 | Onderfamilie Enyaliinae Frost, Etheridge, Janies & Titus, 2001 |
| ---------------------------------------------------------------- | -------------------------------------------------------------- | -------------------------------------------------------------- |
| Anisolepis                                                       | Boulenger, 1885                                                | Brazilië, Argentinië, Paraguay, Uruguay                        |
| Enyalius                                                         | Wagler, 1830                                                   | Brazilië, Ecuador, Uruguay                                     |
| Urostrophus                                                      | Duméril & Bibron, 1837                                         | Argentinië, Bolivia, Brazilië                                  |
| Onderfamilie Leiosaurinae Frost, Etheridge, Janies & Titus, 2001 |                                                                |                                                                |
| Diplolaemus                                                      | Bell, 1843                                                     | Argentinië, Chili                                              |
| Leiosaurus                                                       | Duméril & Bibron, 1837                                         | Argentinië, Brazilië                                           |
| Pristidactylus                                                   | Fitzinger, 1843                                                | Argentinië, Chili, mogelijk in Peru                            |